# Джиперс Криперс (франшиза)
«Джиперс Криперс» (англ. Jeepers Creepers) — американская серия фильмов ужасов, которая состоит из четырёх основных фильмов и других проектов. Первые три фильма написал и снял Виктор Сальва, а четвёртый — Тимо Вуоренсола. Антагонистом в каждом из фильмов является Крипер, демонический серийный убийца, которого играет Джонатан Брек в первых трех фильмах и Жарро Бенджамин в четвёртом. Первый фильм, в котором снялись Джина Филипс и Джастин Лонг, имел коммерческий успех в прокате в 2001 году, получил положительные отзывы критиков и был номинирован на премию «Сатурн» как лучший фильм ужасов. Последующие части серии, состоящие из сиквела и интерквела получили смешанные отзывы, а перезапуск «Джиперс Криперс: Возрождённый» — исключительно негативные.

## Полнометражные фильмы
| Фильм                         | Дата выпуска      | Режиссёр        | Сценарий       | Продюсер                                | Продюсер |
| ----------------------------- | ----------------- | --------------- | -------------- | --------------------------------------- | -------- |
| Джиперс Криперс               | Август 31, 2001   | Виктор Сальва   | Виктор Сальва  | Тодд Харрис, Том Лус и Барри Оппер      |          |
| Джиперс Криперс 2             | Август 29, 2003   | Виктор Сальва   | Виктор Сальва  | Том Лусе                                |          |
| Джиперс Криперс 3             | Сентябрь 26, 2017 | Виктор Сальва   | Виктор Сальва  | Майкл Оховен, Джейк Сил и Виктор Сальва |          |
| Джиперс Криперс: Возрождённый | Сентябрь 19, 2022 | Тимо Вуоренсола | Шон Майкл Арго | Джейк Сил и Майкл Оховен                |          |

### Джиперс Криперс(2001)
Во Флориде Триш Дженнер (Джина Филипс) и её брат Дэрри (Джастин Лонг) едут домой из колледжа на весенние каникулы. По дороге они замечают, как водитель старого грузовика сбрасывает несколько тел в большую трубу возле заброшенной церкви. Решив провести расследование, Дэрри находит логово, содержащее сотни мертвых тел. В закусочной им звонит женщина Джезель Гей Хартман (Патриция Белчер) и сообщает, что их выслеживает водитель, который оказался древним демоническим существом, известным как Крипер (Джонатан Брек), убивающим и поедающим людей каждые двадцать три года в течение двадцати трех дней. В поисках помощи в полицейском участке брат и сестра встречают Джезель, которая снова предупреждает их перед появлением Крипера. После погони Крипер ловит Дэрри и улетает с ним, оставив Триш в депрессии и шоке.

### Джиперс Криперс 2(2003)
Продолжение фильма «Джиперс Криперс». На двадцать второй день кормления Крипер похищает юного Билли Таггарта (Шон Флеминг) к ужасу его отца Джека (Рэй Уайз) и старшего брата Джека-младшего (Люк Эдвардс). На следующий день Крипер выводит из строя школьный автобус, перевозивший баскетбольную команду старших классов, продырявив его шины собственноручно изготовленными сюрикенами. После видений Билли Таггарта и Дэрри Дженнера чирлидерша Минкси Хейс (Ники Айкокс) рассказывает остальным ученикам о Крипере и о том, что существо впадает в спячку по окончании двадцать третьего дня кормления. Вскоре после этого Крипер похищает водителя автобуса Бетти Борман (Дайана Делано) и тренеров Чарли Ханну (Том Госсом-младший) и Дуэйна Барнса (Том Тарантини), оставляя учеников в затруднительном положении. После того как Крипер убивает нескольких учеников, Таггарты начинают поиски автобуса. Оказавшись на месте, Джеку удается выстрелить гарпуном в голову Крипера. Однако Крипер впадает в спячку, не успев умереть, и Джек остается неудовлетворенным. Двадцать три года спустя пожилой Джек ждет, когда Крипер, которого он держал на своей ферме в качестве аттракциона, вернется к жизни, чтобы получить возможность убить его.

### Джиперс Криперс 3(2017)
Ночью Кенни Брэндон (Джордан Саллум) наблюдает, как человеку удается отрезать руку Криперу, прежде чем его уводят. Двадцать три года спустя шериф Дэн Таштего (Стэн Шоу) и сержант Дэвис Таббс (Брэндон Смит) начинают расследование по делу Крипера после похищения Дэрри Дженнера. На следующий день мать Кенни Гейлен (Мэг Фостер) видит видение Кенни, который был убит Крипером. Он предупреждает её, чтобы она уезжала подальше, так как Крипер ищет свою отрубленную руку, в которой содержится информация о его личности. Тем временем внучка Гейлен Эддисон (Габриэль Хау) попадает в плен к Жути, к ужасу её друга Бадди Хукса (Честер Рашинг). Не обращая внимания на предупреждение, Гейлен прикасается к отрубленной руке, через видения узнает о том, кто такой Крипер, и отдает руку Таштего и Таббсу, которые осматривают её вместе с другими представителями власти. Пока Крипер убивает различных полицейских вместе с Таштего, Эддисон удается сбежать из грузовика Крипера, воссоединившись с Гейлен и Бадди. На следующий день Бадди отправляется на школьный баскетбольный матч на том же автобусе, на который впоследствии напал Крипер незадолго до своей спячки..
Несмотря на то, что первые две ленты собрали 122 миллиона долларов в мировом прокате при небольшом бюджете, съёмки откладывались 14 лет. Бюджет первой картины составлял 10 миллионов, а второй 17 миллионов долларов. Студия MGM не верила в возможность заработать на картине, как когда-то не верила в успех оригинального фильма.
Третий фильм является интерквелом (промежуточной лентой), события которого происходят сразу же после первого фильма, а концовка отсылает к тому, что это события уже перед вторым фильмом. Актриса, сыгравшая роль Триш Дженнер с первого фильма, Джина Филипс, также появляется в конце третьего фильма, спустя 23 года после событий первого фильма.

### Джиперс Криперс: Возрождённый(2022)
В мае 2017 Виктор Сальва сообщил, что написал сценарий для четвёртого фильма, действие которого развернется сразу после третьей картины. Джине Филипс которой довелось ознакомиться с текстом, он очень понравился.
В феврале 2021 года стало известно, что продолжение второго фильма под названием «Джиперс Криперс: Возрождённый» уже в процессе создания. Виктор Сальва не принимал участие в работе над четвёртым фильмом. В случае успеха в планах у создателей было снять ещё два продолжения, но фильм провалился в прокате и получил негативные отзывы критики.

## Другие проекты

### Джиперс Криперс: Собор
На одном из этапов работы над продолжением трилогии Сальва вёл переговоры с телеканалом «SyFy» — сценарий четвёртого фильма так разросся, что превратился в 12-ти часовой фильм, который Сальва планировал разбить на эпизоды сериала под названием «Джиперс Криперс: Собор».

### Комиксы
В 2018 году издательство «Dynamite Entertainment» начало выпуск серии комиксов «Джиперс Криперс: След зверя» (англ. Jeepers Creepers: The Trail Of The Beast) из 5-ти частей. Выход комикса был приурочен к релизу третьего фильма на DVD. Писатель Марк Андрейко отметил, что комикс расширил вселенную франшизы, добавив новые факты к истории Крипера. Например, в комиксах впервые показано, что монстру нужно спать во время цикла бодрствования — в одной из сцен Крипер прячется в своём логове наподобие подвала церкви, устланном телами жертв, и засыпает.

### Подкаст
25 октября 2022 года выйдет посвящённая франшизе серия подкастов на сайте «Dread Central».

## Вселенная

### Хронология
Основные события всех трёх фильмов Виктора Сальвы происходят в один год. История Триш и Дэрри приходится на начало очередного цикла «бодрствования» Крипера, а в его конце — последние 2 дня перед спячкой — монстр охотился на школьную футбольную команду. Третий фильм является промежуточной лентой (интерквел). Также в триквеле есть вступление-флешбек с участием Кенни Брендона и эпилог-флешфорвард с участием повзрослевшей Триш. Кроме того, в финале второго фильма зрители видят состарившегося Джека Таггарта, ожидающего пробуждения монстра. Основное действие серии комиксов происходит в то же время, хотя в истории присутствуют флешбеки, раскрывающие давнее прошлое монстра.

### Провидцы
Во всех четырёх фильмах серии присутствуют персонажи, обладающие даром видеть будущее или случайно заглянувшие в далёкое прошлое. В первой картине Жизелль Гей Хартман пытается предупредить Дэрри и Триш о том, что Крипер хочет забрать одного из них. Во второй части школьница Минкси Хэйс видит в своих снах призраки Дэрри и Билли Таггарт, пытающихся предупредить её о приближении монстра. В третьей части, тайну происхождения Крипера узнают мать Кенни, Гейлен Брендон, и шериф Дэн Тэштего — они лишь дотронулись до лапы Крипера, которую он потерял много лет назад, перед тем, как убить Кенни. В серии комиксов 2017 года таким персонажем становится студент Девин Тулсон. В четвёртой части серии — член таинственного культа и один из отрицательных персонажей — леди Манилла при встрече с главной героиней предвидит скорее рождение её ребёнка.

### Монстр
Крипер (англ. The Creeper) — персонаж, сыгранный Джонатаном Бреком, имеет черты рептилии и сходство с летучей мышью. Лысая голова, прикрытая фермерской шляпой, острые зубы и крылья, которые напоминают летучую мышь. Персонаж предстает как загадочная темная фигура, безмолвный серийный убийца, находящийся в поиске следующей жертвы. По ходу сюжета фильма становится понятно, что он не человек, несмотря на то, что хочет им казаться. Он поедает части человеческого тела, чтобы продолжать жить. Таинственный монстр охотится за человеческими органами. Выбрав жертву, он ловит её, а затем вырывает ту часть тела, которая ему нужна. При этом он просто съедает её, и орган тут же отрастает внутри него. Во втором фильме видно, что убить монстра не представляется возможным — в прямом смысле потеряв голову, он отрывает голову одного из школьников, проглатывает её, и она тут же вырастает на его шее. Происхождение монстра неизвестно, но он впадает в спячку на 23 года, просыпаясь лишь весной всего на 23 дня. Физиология также не поддаётся описанию — это существо гуманоидного типа, с огромными, как у летучей мыши, крыльями, когтями на лапах и острыми зубами, при этом у него серебристые, будто бы седые, волосы на голове. Его тело покрыто чешуёй, Он носит широкополую шляпу, штаны и плащ. При этом он нечеловечески силён, ловок и быстр. В его повадках есть и от человека, и от животного. Он принюхивается к своим жертвам, не умеет говорить. Однако водит машину — старый фургон с номером «BEATNGU». В первом фильме герои расшифровывают его, как «Ударил и смылся» (англ. beat and go), хотя это значило совсем другое — «Я съем тебя» (англ. be eating you). Также он сам мастерит различные приспособления, вроде той звёздочки, проколовшей шину автобуса, в котором ехали герои второго фильма.

### Персонажи трилогии

#### Джиперс Криперс
- Патриша «Триш» Дженнер (англ. Patricia «Trish» Jenner). Роль исполнила актриса Джина Филипс. Патриша — молодая девушка, которая ехала вместе с братом домой, чтобы навестить родителей. Первая встреча с монстром произошла, когда он сидел за рулём фургончика, номер которого ребята прочитали, как «Ударил и смылся». Позже проезжая мимо заброшенной церкви, Триша и её брат замечают рядом тот самый фургончик — неподалёку монстр, облачённый в плащ и с широкополой шляпой на голове, скидывал какие-то белые свёртки с красными пятнами в трубу, ведущую в подвал церкви. Монстр начинает преследование, но молодым людям удаётся скрыться от него. Поддавшись на уговоры брата, они вернулись к церкви, чтобы помочь людям в свёртках — как сказал Дэрри, «мы почти наверняка знаем, что это». Пока Дэрри спустился по трубе, Триш дежурила наверху, на случай, если незнакомец вернётся или покажется его фургончик. Когда её брат выбрался наружу, он долгое время молчал, прежде чем сказал, что нашёл множество тел, которыми были облеплены все стены подвала. Через некоторое время они оказываются в закусочной, где молодые люди просят вызвать полицию, так как на них напали. Через некоторое время раздаётся звонок, и женский голос сообщается, что старая шуточная песня «Jeepers Creepers» предвещает Его появление. Так же она сказала, что видит Дэрри и его сестру кричащими, «рядом с кошками». Между тем, монстр появляется снаружи и начинает изучать вещи Дэрри, запомнив его запах. Появляется полиция, которая сопровождает молодых людей до дома, но по дороге монстр нападает на машины и убивает полицейских. Они находят одинокий дом, где живёт сумасшедшая старуха с большим количеством кошек. В этот момент появляется монстр и убивает женщину. Полная решимости Триш несколько раз переезжает монстра машиной, а затем уезжает прочь. Добравшись до полицейского участка, брат с сестрой встречают Жизель — ту самую женщину, которая им звонила. Оказалось, что она обладает даром предвидения, и по её словам, одному из них суждено умереть. Крипер объявляется в участке, убив нескольких заключенных и полицейских. Он находит Дэрри и Триш, спрятавшихся в комнате для допросов. Монстр хватает мальчика, и сестра говорит: «Я такая же, как он, возьми меня!», но Крипер уже решил — ему понравился запах Дэрри, и он улетает в ночь, унося с собой юношу. Наступает утро, и обессиленная Триш ждёт приезда родителей, спрашивая у Жизель, почему её предсказание не сбылось, но женщина лишь с грустью отвечает, что «она — просто сумасшедшая старуха, которой снятся сны».
- Дариус «Дэрри» Дженнер (англ. Darius «Darry» Jenner). Роль исполнил актёр Джастин Лонг. Младший брат Триш, за которым охотился Крипер после того, как почуял его запах. Увидев монстра у церкви, юноша убедил сестру, что они должны вернуться — может, люди в простынях ещё живы, и они должны помочь им. Триш остаётся наверху, а Дэрри спускается в подвал церкви через трубу. Сначала он ничего не видит из-за темноты, но позже юноше удаётся разглядеть, что все стены и потолок увешаны замаринованными телами. Как позже сказал Дэрри: «Мерзкое подобие Сикстинской капеллы». Также он слышит стоны, доносящиеся из одного из свёртков — там он находит мужчину, всего в ранах и порезах, которые защиты нитками. Практически сразу мужчина умирает, а Дэрри выбирается наверх, где впадает в молчаливый ступор. Оказавшись в участке, Дэрри и Триш встречают Жизель, сказавшую, что монстр охотится на девушку, но она ошиблась — Крипер уносит с собой Дэрри. В финале фильма, зрители видят как Крипер штопает что-то на швейной машинке на какой-то заброшенной фабрике. Затем монстр подходит к обнажённому мужскому телу (по татуировке становится ясно, что это Дэрри) с вырванными глазами, а затем смотрит в одну из глазных впадин — перед зрителями предстают глаза юноши. Также Дэрри появляется во втором фильме в видении Минкси, когда пытается предупредить девушку об опасности.
- Жизелль Гей Хартман (англ. Jezelle Gay Hartman). Роль исполнила актриса Патриция Белчер. Жизель — чернокожая женщина средних лет.[4] Непонятным образом, она увидела будущее, в котором Триш и Дэрри находились в доме сумасшедшей кошатницы. Единственное, о чём она умалчивает, что в её сне она видела, как монстр утаскивает одного из них. По словам женщины, это будет Триша, однако на самом деле Крипер охотился за Дэрри, это становится ясно в тот момент, когда официантка сообщает о том, что в их машину влез какой-то мужчина — он достал сумку с бельём и начал нюхать её содержимое. Когда монстр объявился в полицейском участке, он убил многих людей на своём пути, но по непонятным причинам он не тронул Жизель, просто позволив ей уйти, когда он понял, что женщина не то, что он ищет. В финале картины, Триш спрашивает женщину, почему монстр унёс её брата, а не её саму, как говорил Жизель, но женщина не знает ответа на этот вопрос.
- Старуха с кошками (англ. The Cat Lady). Роль исполнила актриса Айлин Бреннан. В поисках телефона брат с сестрой находят дом этой женщины, живущей отшельником. Её постоянно окружаю многочисленные кошки, которых она приютила в своём доме. Старуха медленно выходит на улицу, пытаясь выяснить, зачем сюда приехали Дэрри и Триш. Затем раздаются странные звуки, и женщина хватает ружьё. Однако оно не помогает в борьбе против монстра, который, вероятно, убил женщину, хотя её смерть не была показана на экране. Именно эту картину видела Жизель, после чего позвонил Дэрри и Триш, которые находились в небольшом кафетерии, куда молодые люди приехали за помощью.
- Кенни Брендон (англ. Kenny Brandon) и Дарла Кливэй (англ. Darla Cleeway) — пара молодых влюблённых, выпускников школы «Wheaton Vally High» 1978 года — за 23 года до событий фильма. Ребята исчезли пропали, а через некоторое время спустя полиция обнаружила машину и их тела. Однако на туловище Дарлы не было головы. Это убийство стало местной «городской легендой». Находясь в дороге после событий в подвале церкви, Дэрри рассказывает Триш о том, что нашёл тела Кенни и Дарлы, включая её голову среди других тел на стенах подвала. Между тем её рука была связана с рукой Кенни.

#### Джиперс Криперс 2
- Джек Таггарт (англ. Jack Taggart, Sr.). Роль исполнил актёр Рэй Уайз. Джек Таггарт — фермер, растивший в одиночку двух сыновей, старшего Джека Таггерта-Младшего (которого семья называет «Джеки») и младшего Билли. Ни что не предвещало беду, но в один из солнечных дней, Билли отправляется в поле, чтобы поправить пугала. Однако в поле, притворившись одним из чучел, затаился монстр Крипер. Он хватает мальчика и уносит с собой. После этого Джек Таггарт впадает в состояние ступора, но когда в новостях показывают репортаж о зловещей церкви, в которой обнаружили сотни тел, мужчина понимает, где искать монстра. Он сооружает гарпунное устройство, прикрепив его к машине, и вместе со старшим сыном отправляется на поиски чудища. Он ловит сигнал о помощи, который отправили по рации школьники, застрявшие в автобусе. Наконец Таггарт выслеживает монстра и всаживает в него гарпун. Истекает 23-й день, и Крипер впадает в спячку. Прислушавшись к словами Минкси, он решает, что нужно быть готовым к пробуждению монстра. Финал картины происходит почти 23 года спустя, когда группа из троих подростков приезжает посмотреть на «Летучую мышь из Ада» — Джеки берёт с них деньги за вход и отводит в амбар, над воротами которого весит истощённое тело монстра. Напротив в инвалидном кресле сидит Джек Таггарт со своим гарпуном. Девушка спрашивает: «Вы чего-то ждёте?», на что мужчина ей отвечает: «Скоро узнаем, чего».
- Джек «Джеки» Таггарт-Младший (англ. Jack Taggart, Jr.). Роль исполнили актёры Люк Эдвардс и Джон Пауэлл. Старший сын Джека Таггарта, помогавший отцу выследить Крипера после того, как тот похитил его младшего брата Билли. В финале второго фильма показан как повзрослевший мужчина, который занимается ведением хозяйства. Он хладнокровен и спокоен, видно, как сильно он возмужал.
- Билли Таггарт (англ. Billy Taggart), младший сын Джека Таггарта. Отец приказал проверить все три пугала. Билли заметил, что на третьем пугале сидит ужасный монстр. Он бросился бежать к отцу, тот не успел и Крипер утащил мальчика, а затем убил его.
- Минкси Хэйс (англ. Minxie Hayes). Роль исполнила актриса Никки Эйкокс. Минкси — обычная девушка, школьница, которая ехала с друзьями с футбольного матча, когда у автобуса пробило шину. По непонятным причинам, именно к Минкси приходит ведение, больше похожее на странный сон, в котором погибший мальчик Билли Таггарт и Дэрри Дженнер предупреждают её о нависшей опасности. Во сне она также видит фигуру Крипера — он мчится за автобусом и что-то в него кидает. Автобус начинает резко тормозить, когда по неизвестным причинам спускает колесо — в этот момент девушка просыпается. Минкси удаётся остаться в живых, когда на рассвете Крипер засыпает, свернувшись в кокон. Джек Таггарт, вонзивший в этот момент гарпун в монстра, считает, что он убил монстра, но Минкси замечает: «Нет, просто его время истекло».
- Ронда Труитт (англ. Rhonda Truitt) — одна из трёх болельщиц, которая ехала с друзьями с футбольного матча, девушка Скотта. Когда Крипер начал охоту на школьников, она спасает «Бакки», вонзив копье в голову чудищу, в результате чего он убивает Данте Беласко. Когда она, Иззи и Ди спасаются от чудища, её выбрасывает из машины. Выжила девушка или нет — неизвестно.
- Челси Фармер (англ. Chelsea Farmer)
- Иззи Боэн (англ. Izzy Bohen) — репортёр школьной газеты. Чуть не погиб спасая Ронду и Ди. Роль исполнил Трэвис Шиффнер.
- Скотт «Скотти» Брэддок (англ. Scott «Scotty» Braddock). Роль исполнил Эрик Ненниджер.
- Джейк Спенсер (англ. Jake Spencer)
- Джонни Янг (англ. Jonny Young)
- Энди «Баки» Бак (англ. Andy «Bucky» Buck
- Данте Беласко (англ. Dante Belasco) — один из членов баскетбольной команды. Был убит Крипером в автобусе, что бы вернуть голову после ранения, нанесенного Рондой.
- Кимбалл «Большой К» Уорд (англ. Kimball «Big K» Ward)
- Деондре «Двойно Ди» Дэвис (англ. Deaundre «Double D» Davis)
- Тренер Чарли Ханна (англ. Coach Charlie Hanna)
- Тренер Дуэйн Барнс (англ. Coach Dwayne Barnes)
- Бетти (англ. Betty) — водитель автобуса.

#### Джиперс Криперс 3
- Гейлен Брендон
- Эддисон Брендон
- Дэн Таштего
- Дана Лэнг
- Кенни Брендо
- Кирк Мэзерс
- Дэвид Таббс
- Бадди Хукс

## Актёрский состав
| Джиперс Криперс              | Джиперс Криперс 2 | Джиперс Криперс 3                   | Джиперс Криперс: Возрожденный |                 |
| 2001                         | 2003              | 2017                                | 2022                          |                 |
| Крипер                       | Джонатан Брек     | Джонатан Брек                       | Джонатан Брек                 | Жарро Бенджамин |
| Патриция Дженнер «Триш»      | Джина Филипс      |                                     | Джина Филипс (камео)          |                 |
| Дариус Дженнер «Дэрри»       | Джастин Лонг      | Джастин Лонг                        |                               |                 |
| Жизелль Гэй Хартман          | Патриция Белчер   |                                     |                               |                 |
| Безумная женщина с кошками   | Айлин Бреннан     |                                     |                               |                 |
| Джек Таггарт-старший         |                   | Рэй Уайз                            |                               |                 |
| Джек «Джеки» Таггарт-младший |                   | Джон Пауэлл Люк Эдвардс (в детстве) |                               |                 |
| Минкси Хэйз                  |                   | Никки Эйкокс                        |                               |                 |
| Дондр «Дабл Ди» Дэвис        |                   | Гарикайи Мутамбирва                 |                               |                 |
| Скотт «Скотти» Брэддок       |                   | Эрик Неннингер                      |                               |                 |
| Ронда Труитт                 |                   | Мариэ Дельфино                      |                               |                 |
| Иззи Боэн                    |                   | Трэвис Шиффнер                      |                               |                 |
| Энди «Бакки» Бак             |                   | Билли Аарон Браун                   |                               |                 |
| Данте Беласко                |                   | Эл Сантос                           |                               |                 |
| Джейк Спенсер                |                   | Джош Хэммонд                        |                               |                 |
| Кимбалл «Большой К» Уорд     |                   | Казан Бутчер                        |                               |                 |
| Бэтти Борман                 |                   | Дайан Делано                        |                               |                 |
| Джонни Янг                   |                   | Дрю Тайлер Бэлл                     |                               |                 |
| Билли Таггарт                |                   | Шон Флеминг                         |                               |                 |
| Челси Фармер                 |                   | Лена Кардвелл                       |                               |                 |
| Тренер Чарли Ханна           |                   | Томас Госсом-Младший                |                               |                 |
| Тренер Дуэйн Барнс           |                   | Том Тарантини                       |                               |                 |
| Гейлен Брэндон               |                   |                                     | Мег Фостер                    |                 |
| Эддисон Брэндон              |                   |                                     | Габриэль Хо                   |                 |
| Дэн Таштего                  |                   |                                     | Стэн Шоу                      |                 |
| Дана Лэнг                    |                   |                                     | Джойс Жиро                    |                 |
| Кенни Брэндон                |                   |                                     | Джордан Сэллоум               |                 |
| Кирк Мэзерс                  |                   |                                     | Райан Мур                     |                 |
| Дэвид Таббс                  |                   |                                     | Брэндон Смит                  |                 |
| Бадди Хукс                   |                   |                                     | Честер Рашинг                 |                 |

## Создатели
| Роли                 | Джиперс Криперс      | Джиперс Криперс 2                                | Джиперс Криперс 3                                    | Джиперс Криперс: Возрождённый                    |
| Роли                 | 2001                 | 2003                                             | 2017                                                 | 2022                                             |
| -------------------- | -------------------- | ------------------------------------------------ | ---------------------------------------------------- | ------------------------------------------------ |
| Режиссёр и сценарист | Виктор Сальва        | Виктор Сальва                                    | Виктор Сальва                                        | Тимо Вуоренсола Шон-Майкл Арго                   |
| Продюсер             | Фрэнсис Форд Коппола | Фрэнсис Форд Коппола                             | Фрэнсис Форд Коппола                                 | Джэйк Сил Майкл Оуховен                          |
| Композитор           | Беннетт Сэлвэй       | Беннетт Сэлвэй                                   | Эндрю Морган Смит                                    | Ян Ливингстон                                    |
| Оператор             | Дон Э. ФонтЛеРой     | Дон Э. ФонтЛеРой                                 | Дон Э. ФонтЛеРой                                     | Саймон Роулинг                                   |
| Производство         | MGM                  | American Zoetrope Myriad Pictures United Artists | Infinity Films Myriad Pictures Screen Media Pictures | Orwo Studios Black Hangar Studios Infinity Films |
| Дистрибуция          | Metro-Goldwyn-Mayer  | Metro-Goldwyn-Mayer                              | Metro-Goldwyn-Mayer                                  | Screen Media Films                               |
| Длительность         | 90 минут             | 104 минут                                        | 85 минут                                             |                                                  |
| Дата релиза          | 20 июля 2001 года    | 16 мая 2003 года                                 | 26 сентября 2017 года                                | 2022                                             |

## Релиз

### Кассовые сборы
| Фильм                         | Дата выхода       | Кассовые сборы | Кассовые сборы    | Кассовые сборы | Бюджет         | Источник      |
| Фильм                         | Дата выхода       | США и Канада   | Другие территории | Мировые        | Бюджет         | Источник      |
| ----------------------------- | ----------------- | -------------- | ----------------- | -------------- | -------------- | ------------- |
| Джиперс Криперс               | Август 31, 2001   | $37,904,175    | $21,467,128       | $59,371,303    | $10 миллионов  | [ 18 ]        |
| Джиперс Криперс 2             | Август 29, 2003   | $35,667,218    | $27,435,448       | $63,102,666    | $17 миллионов  | [ 19 ]        |
| Джиперс Криперс 3             | Сентябрь 26, 2017 | $2,335,162     | $1,682,690        | $4,017,852     | $6.2 миллионов | [ 20 ] [ 21 ] |
| Джиперс Криперс: Возрождённый | Сентябрь 19, 2022 | $2,033,057     | $2,240,044        | $4,273,101     | $5 миллионов   | [ 22 ]        |

### Критика
| Film                          | Rotten Tomatoes     | Metacritic       | CinemaScore |
| ----------------------------- | ------------------- | ---------------- | ----------- |
| Джиперс Криперс               | 46 % (114 рецензий) | 49 (24 рецензии) | D           |
| Джиперс Криперс 2             | 24 % (127 рецензий) | 36 (29 рецензий) | C+          |
| Джиперс Криперс 3             | 17 % (6 рецензий)   |                  | C           |
| Джиперс Криперс: Возрождённый | 0 % (13 рецензий)   |                  |             |